# BIG6 European Football League 2016.
BIG6 European Football League je svoje treće izdanje imala 2016. godine. 
 Sudjelovalo je šest momčadi iz Austrije, Francuske i Njemačke koje su bile raspoređene u dvije skupine po tri momčadi u kojima su odigrale jednokružnim sustavom (po dvije utakmice). Pobjednici skupina su potom igrali završni susret - Eurobowl kojeg je osvojio New Yorker Lions. 

## Sudionici
- Vienna Vikings - Beč
- Swarco Raiders Tirol -  Innsbruck
- Aix-en-Provence Argonautes - Aix-en-Provence
- Berlin Adler - Berlin
- New Yorker Lions - Braunschweig
- Schwäbisch Hall Unicorns - Schwäbisch Hall

## Rezultati i ljestvice
| mj. | klub                       | ut | pob | por | ner | poen+ | poen- | post. |
| --- | -------------------------- | -- | --- | --- | --- | ----- | ----- | ----- |
| 1.  | New Yorker Lions           | 2  | 2   | 0   | 0   | 74    | 14    | 1.000 |
| 2.  | Vienna Vikings             | 2  | 1   | 1   | 0   | 56    | 21    | 0.500 |
| 3.  | Aix-en-Provence Argonautes | 2  | 0   | 2   | 0   | 0     | 95    | 0.000 |

| par                                           | rez.  |
| --------------------------------------------- | ----- |
| Aix-en-Provence Argonautes - Vienna Vikings   | 0:42  |
| Vienna Vikings - New Yorker Lions             | 14:21 |
| New Yorker Lions - Aix-en-Provence Argonautes | 53:0  |

| mj. | klub                     | ut | pob | por | ner | poen+ | poen- | post. |
| --- | ------------------------ | -- | --- | --- | --- | ----- | ----- | ----- |
| 1.  | Swarco Raiders Tirol     | 2  | 2   | 0   | 0   | 92    | 0     | 1.000 |
| 2.  | Schwäbisch Hall Unicorns | 2  | 1   | 1   | 0   | 28    | 34    | 0.500 |
| 3.  | Berlin Adler             | 2  | 0   | 2   | 0   | 0     | 86    | 0.000 |

| par                                             | rez. |
| ----------------------------------------------- | ---- |
| Berlin Adler - Swarco Raiders Tirol             | 0:58 |
| Schwäbisch Hall Unicorns - Berlin Adler         | 28:0 |
| Swarco Raiders Tirol - Schwäbisch Hall Unicorns | 34:0 |

### Eurobowl
| datum            | grad      | stadion              | klub1                | rez.  | klub2            |
| ---------------- | --------- | -------------------- | -------------------- | ----- | ---------------- |
| 11. lipnja 2016. | Innsbruck | Tivoli Stadion Tirol | Swarco Raiders Tirol | 21:35 | New Yorker Lions |

## Poveznice
- BIG6 European Football League
- Eurobowl
- European Football League
- bigsix.eu  Arhivirana inačica izvorne stranice od 13. veljače 2015. (Wayback Machine)
- eurobowl.info